# Serpocaulon levigatum
Serpocaulon levigatum är en stensöteväxtart som först beskrevs av Antonio José Cavanilles, och fick sitt nu gällande namn av Alan Reid Smith. Serpocaulon levigatum ingår i släktet Serpocaulon och familjen Polypodiaceae. Inga underarter finns listade.